# Tito Valverde
Fernando García Valverde dit Tito Valverde, né le 26 avril 1951 à Ávila, est un acteur espagnol.

## Filmographie sélective

### Au cinéma
- 1987 : La Forêt animée (El bosque animado) de José Luis Cuerda : Geraldo
- 1987 : Le Marquis d'Esquilache (Esquilache) de Josefina Molina et Joaquín Molina : Bernardo
- 1989 : L'Aube, c'est pas trop tôt (Amanece, que no es poco) de José Luis Cuerda : paysan intellectuel
- 1991 : Ailes de papillon (Alas de mariposa) de Juanma Bajo Ulloa : Gabriel
- 1991 : Lo más natural de Josefina Molina : Iván
- 1993 : Des ombres dans une bataille (Sombras en una batalla) de Mario Camus : Darío
- 1993 : El aliento del diablo de Paco Lucio : Ginés
- 1994 : Les hommes, vous êtes bien tous les mêmes (Todos los hombres sois iguales) de Manuel Gómez Pereira : César
- 1995 : La ley de la frontera de Adolfo Aristarain : le sergent de la garde civile
- 1997 : El color de las nubes de Mario Camus : José María
- 2005 : Reinas de Manuel Gómez Pereira : Héctor
- 2013 : 15 años y un día de Gracia Querejeta : Max
- 2019 : Malgré tout (A pesar de todo) de Gabriela Tagliavini : Victor
- 2019: Lettre à Franco (Mientras dure la guerra)  d'Alejandro Amenábar : Miguel Cabanellas

### À la télévision
- 2014 - 2016 : Velvet

### Doublage
- 2022 : Tad l'explorateur et la table d'émeraude (Tadeo Jones 3: La tabla esmeralda) d'Enrique Gato : Pickle

## Distinctions

### Récompenses
- Prix Goya du meilleur acteur dans un second rôle en 1994 pour Des ombres dans une bataille

### Nominations
- Prix Goya du meilleur acteur en 2014 pour 15 años y un día